# Ken Wharton
Frederick Charles Kenneth Wharton (Smethwick, Engleska, 21. ožujka 1916. – Ardmore, Auckland, Novi Zeland, 12. siječnja 1957.) je bivši britanski vozač automobilističkih utrka.
Rođen u sredini Prvog svjetskog rata, Wharton se počeo baviti automobilizmom s 19 godina. Natjecao se u mnogo kategorija, a u Formuli 1 je nastupao od 1952. do 1955. Na svom prvom nastupu na VN Švicarske je osvojio 4. mjesto i jedina tri boda u Formuli 1. Upisao je i dvije pobjede u utrkama koje se nisu bodovale za prvenstvo Formule 1 1953., Glover Trophy i Newcastle Journal Trophy. Od 1951. do 1954. osvojio je sva prvenstva britanskog brdskog uspona. Godine 1957. smrtno je stradao vozeći Ferrari u utrci sportskih automobila na stazi Ardmore na Novom Zelandu.

## Rezultati

### Formula 1
| Sezona | Konstruktor                        | Plasman | Bodovi |
| ------ | ---------------------------------- | ------- | ------ |
| 1952.  | Frazer Nash-Bristol Cooper-Bristol | 13.     | 3      |
| 1953.  | Cooper-Bristol                     | –       | 0      |
| 1954.  | Maserati                           | –       | 0      |
| 1955.  | Vanwall                            | –       | 0      |

Popis rezultata u Formuli 1
| Rb. | Sezona | Datum        | Velika Nagrada      | Staza             | Momčad / Sudionik  | Broj | Šasija           | Motor      | Gume | Grid | Plasman |
| --- | ------ | ------------ | ------------------- | ----------------- | ------------------ | ---- | ---------------- | ---------- | ---- | ---- | ------- |
| 1.  | 1952.  | 18. svibnja  | VN Švicarske        | Bremgarten        | Scuderia Franera   | 22   | Frazer Nash FN48 | Bristol L6 | D    | 13.  | 4.      |
| 2.  | 1952.  | 22. lipnja   | VN Belgije          | Spa-Francorchamps | Scuderia Franera   | 36   | Frazer Nash FN48 | Bristol L6 | D    | 7.   | Odu.    |
| 3.  | 1952.  | 19. srpnja   | VN Velike Britanije | Silverstone       | Scuderia Franera   | 22   | Frazer Nash FN48 | Bristol L6 | D    |      | Nn.     |
| 4.  | 1952.  | 17. kolovoza | VN Nizozemske       | Zandvoort         | Scuderia Franera   | 34   | Frazer Nash 421  | Bristol L6 | D    | 7.   | Odu.    |
| 5.  | 1952.  | 7. rujna     | VN Italije          | Monza             | Scuderia Franera   | 40   | Cooper T20       | Bristol L6 | D    | 15.  | 9.      |
| 6.  | 1953.  | 7. lipnja    | VN Nizozemske       | Zandvoort         | Ken Wharton        | 32   | Cooper T23       | Bristol L6 | D    | 18.  | Odu.    |
| 7.  | 1953.  | 5. srpnja    | VN Francuske        | Reims             | Ken Wharton        | 40   | Cooper T23       | Bristol L6 | D    | 14.  | Odu.    |
| 8.  | 1953.  | 18. srpnja   | VN Velike Britanije | Silverstone       | Cooper Car Company | 16   | Cooper T23       | Bristol L6 | D    | 11.  | 8.      |
| 9.  | 1953.  | 23. kolovoza | VN Švicarske        | Bremgarten        | Ken Wharton        | 20   | Cooper T23       | Bristol L6 | D    | 9.   | 7.      |
| 10. | 1953.  | 13. rujna    | VN Italije          | Monza             | Ken Wharton        | 30   | Cooper T23       | Bristol L6 | D    | 19.  | Nk.     |

## Vanjske poveznice
- Ken Wharton - Stats F1